# Uiensoep

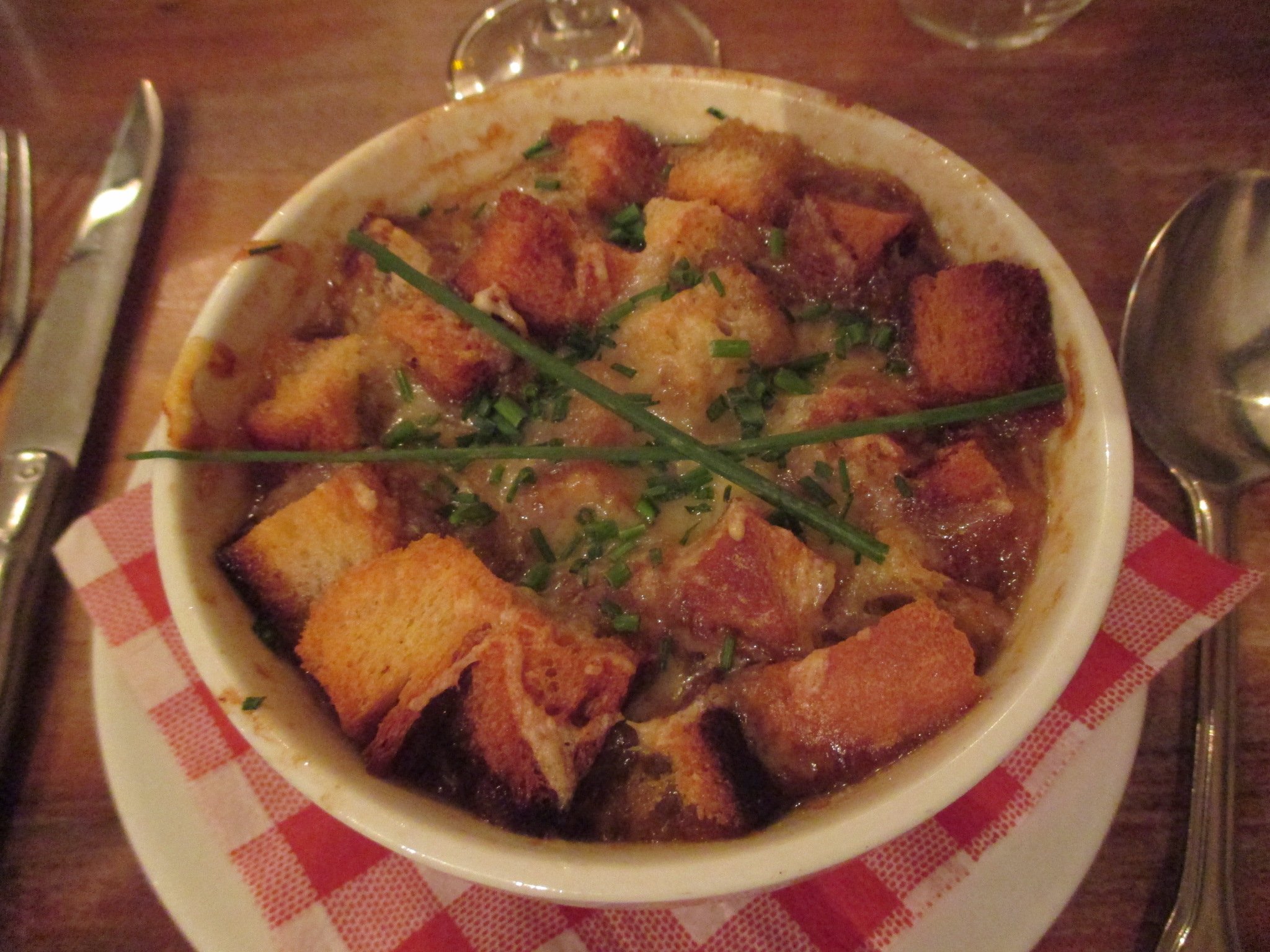
Bordje uiensoep met grote croutons

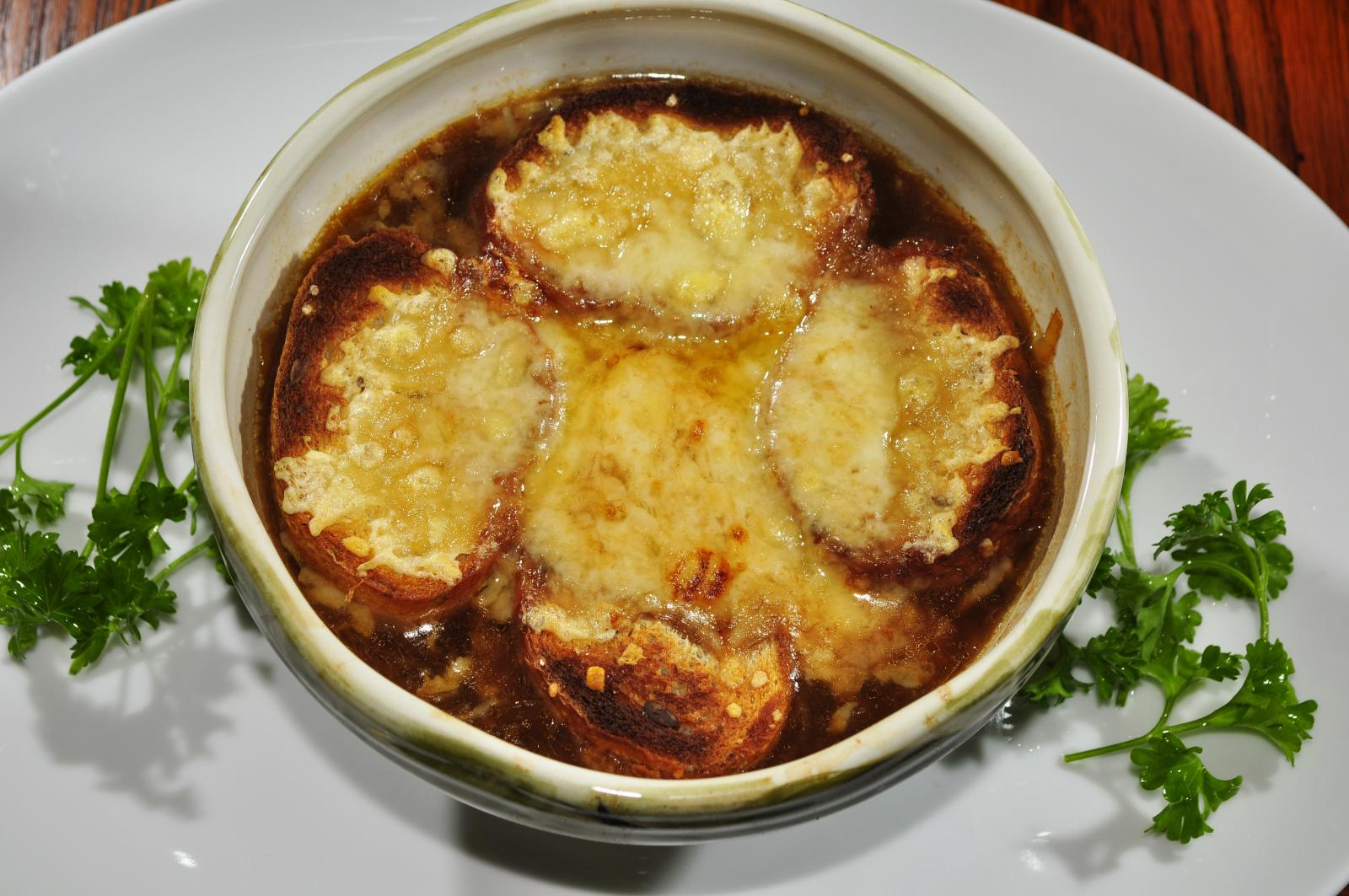
Maar al te vaak worden de croutons vervangen door belegd met kaas dat in de oven is geroosterd.

Uiensoep is een soep, gemaakt van bouillon en ui. De soep wordt gemaakt door ui te fruiten en deze met runderbouillon te blussen. De soep wordt geserveerd met croutons met daarop geraspte kaas. Om de kaas goed te laten smelten kan de soep met kom en al in de oven worden gezet of onder een salamander.
De typische smaak komt niet van de bouillon maar door het karamelliseren van de suikers in de uienringen die tijdens het fruiten vrijkomen.
De soep werd al in de tijd van de Romeinen gegeten. In die tijd werd het gezien als een soep voor de arme bevolking, omdat uien goedkoop waren en veelvuldig voorkwamen.